# Vălce Pole, Haskovo
Vălce Pole (în bulgară Вълче Поле) este un sat în comuna Liubimeț, regiunea Haskovo,  Bulgaria. 

## Demografie
Componența etnică a satului Vălce Pole
     Bulgari (62,37%)
     Romi (36,96%)
     Nicio identificare (0,66%)
     Altele (0%)
La recensământul din 2011, populația satului Vălce Pole era de 303 locuitori. Din punct de vedere etnic, majoritatea locuitorilor (62,37%) erau bulgari, cu o minoritate de romi (36,96%). Pentru 0,66% din locuitori nu este cunoscută apartenența etnică.